# 秋田県立近代美術館
秋田県立近代美術館（あきたけんりつきんだいびじゅつかん、英語: Akita Museum of Modern Art）は、秋田県横手市の「秋田ふるさと村」内に位置する県立の美術館。
小田野直武、佐竹義躬などの秋田蘭画、福田豊四郎、平福穂庵、平福百穂、勝平得之、小西正太郎、寺崎広業など近代絵画（版画ふくむ）、松井如流の書、関谷四郎の工芸作品など秋田県にゆかりのある作家の作品を中心に展示している。2016年時点の館長は仲町啓子。

## 概要
1994年（平成6年）開館。テーマパーク「秋田ふるさと村」敷地内に所在する。美術館周辺には「彫刻広場」「彫刻の小道」「彫刻の丘」があり、屋外でも彫刻を楽しめる。館内には展示室のほか、事務室、収蔵庫、ハイビジョンギャラリー、研修室、展望ルーム、ミュージアム・ショップを併設する。
2023年（令和5年）9月27日から10月18日までの期間、県立近代美術館の公式ロゴマークを決定する県民向けの投票が実施され、秋田市のデザイン会社（プロデュース・プロ）が作成した3案が提示された。2024年（令和6年）に開館30周年を迎えることに先立ち決定するもので、10月26日に投票結果が開示、3案あるうちのA案に決定した。A案は「Akita Museum of Modern Art」の頭文字を取り、山河の形と文化を継承していく様子を流線型に表したもので、色は青緑である。

## 主な展示・収蔵品
【秋田蘭画】

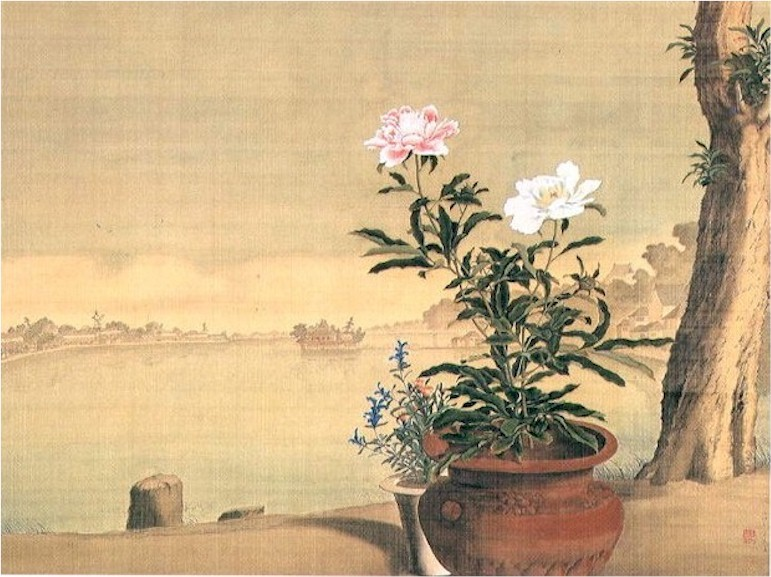
小田野直武『東叡山不忍池』（1770年代、重要文化財）

- 小田野直武 『東叡山不忍池』（重要文化財）、『芍薬花籠図』、『唐太宗花鳥図』（重要文化財）
- 佐竹義躬 『岩に牡丹』

【近代日本画】
- 福田豊四郎 『五月山湯』『雪国』『秋田のマリヤ』『樹氷』
- 平福穂庵 『乳虎』
- 平福百穂 『春山』『法然上人』
- 寺崎広業 『高山清秋』『白馬山八題』
- 下村観山 『三保富士』
- 鏑木清方 『秋の夜』

【洋画】
- 小西正太郎 『緑衣の女の肖像』『裸婦と能面』

【版画】
- 勝平得之 『米作四題』『花四題』

【書】
- 松井如流 『古』

【工芸】
- 関谷四郎 『黒銅金彩花瓶』

【彫刻】
- 峯田敏郎 『記念撮影-塀-』
- 高田博厚 『カテドラル』
- アリスティド・マイヨール 『囚われのアクション（腕のない）』
- アントワーヌ・ブールデル 『風の中のベートーヴェン（寛衣を着た）』

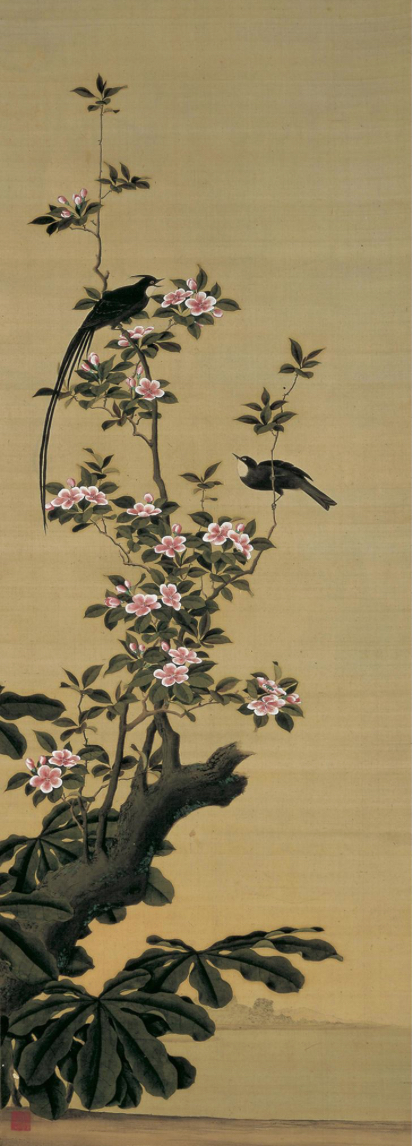
小田野直武 唐太宗花鳥図（重要文化財）
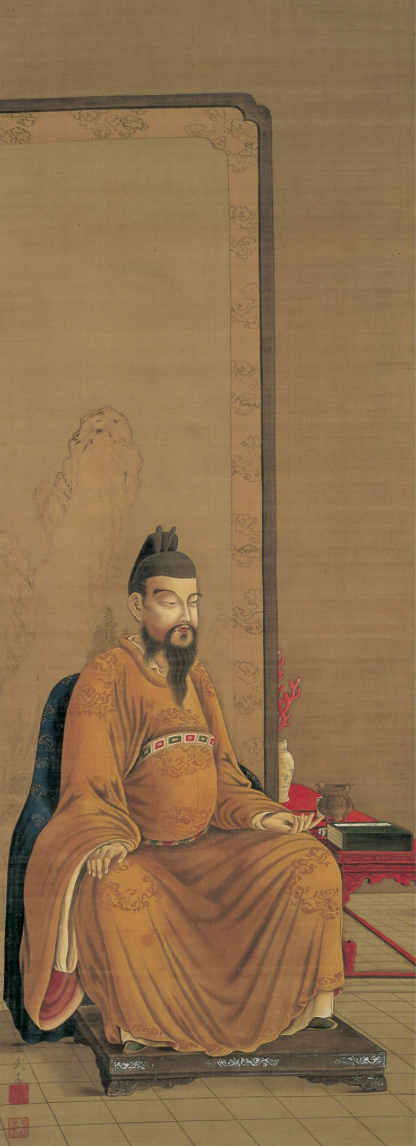
同左
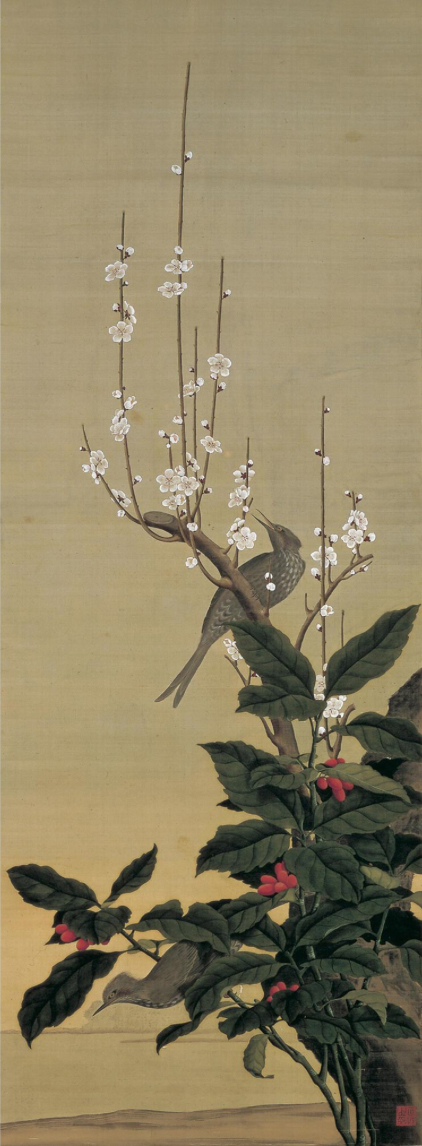
同左

| 寺崎広業 高山清秋 1914年 |  | 寺崎広業 高山清秋 1914年 |
| 寺崎広業 高山清秋 1914年 |  |                          |

## 開館時間・観覧料等
- 開館時間：9:30-17:00（閉館30分前まで入館可）
- 休館日：年末（12月29日・30日・31日）他に10日程度（年度によって異なる）
- 観覧料：一般400円（特別企画展開催時は800円）、学生300円（600円）、中学・小学生200円（400円）、障害者（同伴者1名）半額、70歳以上1割引、20人以上の団体は1割引
- 無料観覧日：こどもの日、県の記念日(8月29日)、敬老の日、文化の日

## アクセス
JR横手駅から
- 羽後交通シャトルバス利用で「秋田ふるさと村」下車すぐ。
- タクシーで15分。

## 建物
4階から下は2棟に分かれており、展示室のある5,6階で2棟を橋渡しするような構造である。エントランスホール（地下1階）から5階までは、2棟の間の吹き抜け空間を斜めに横切るように設置されたガラスチューブの中のエスカレーターで移動する。展示室は、5階が企画展示用、6階が収蔵品展示用となっている。

### 建築概要
- 敷地面積 164,936.81 m2 （秋田ふるさと村）
- 建築面積 2,947.32 m2
- 延床面積 11,166.50 m2
- 構造 鉄骨鉄筋コンクリート造（一部鉄骨造）
- 階数 地下1階 地上7階 PH1階
- 建築主 秋田県
- 設計 山下設計東北支社
- 管理 秋田県土木部営繕課  山下設計東北支社